# Pycnographa netrioides
Pycnographa netrioides är en fjärilsart som beskrevs av Sergius G. Kiriakoff 1962. Pycnographa netrioides ingår i släktet Pycnographa och familjen tandspinnare. Inga underarter finns listade.